# Rue Roger-Verlomme
Rue Roger-Verlomme je ulice v Paříži v historické čtvrti Marais. Nachází se ve 3. obvodu.

## Poloha
Ulice vede od křižovatky s Rue des Tournelles a končí na křižovatce s Rue de Béarn, kde na ni navazuje Rue du Foin.

## Historie
Původně slepá ulice byla kdysi součástí Rue du Foin a nazývala se Impasse des Hospitalières podle bývalé klášterního špitálu Hospitalières de la Charité Notre-Dame. Později byla přejmenována na Impasse du Béarn. Ženský klášter byl povolen patentem Ludvíka XIII. z ledna 1625. Klášter se nacházel mezi ulicemi Rue des Minimes, Rue Roger-Verlomme a Rue des Tournelles. Konvent byl zrušen za Francouzské revoluce v roce 1792 a budova sloužila jako tkalcovna bavlny. V letech 1880–1906 zde byla nemocnice Andral. V roce 1907 byla nemocnice zbořena a na jejím místě byla vytyčena ulice. Spojovala slepou ulici Impasse du Béarn s Rue des Tournelles. Jednalo se o plánované rozšíření Rue Étienne-Marcel, která měla být prodloužena až k bulváru Beaumarchais. Proto tato ulice získala název Rue Étienne-Marcel-Prolongée.
Z této doby pocházejí některé budovy na severní straně ulice. Stopy tohoto opuštěného projektu jsou stále zřetelné rozšířením ulice směrem k Rue des Tournelles. Původní Impasse du Béarn byla přejmenována na Rue Roger-Verlomme vyhláškou ze 3. února 1954. Nese jméno Rogera Verlomma (1890–1950), který byl prefektem depertementu Seine. Rue Étienne-Marcel-Prolongée k ní byla připojena vyhláškou ze dne 13. dubna 1965.